# 新川駅 (京畿道)
新川駅（シンチョンえき、朝鮮語: 신천역）は、大韓民国京畿道始興市新川洞にある、西海線の駅である。 

## 歴史
- 2013年10月21日 - 事業用鉄道路線告示にて駅名を新川駅に決定。[1]
- 2018年4月6日 - 鉄道距離表告示。[2]
- 2018年6月16日 - 西海線開業。[3]

## 駅構造

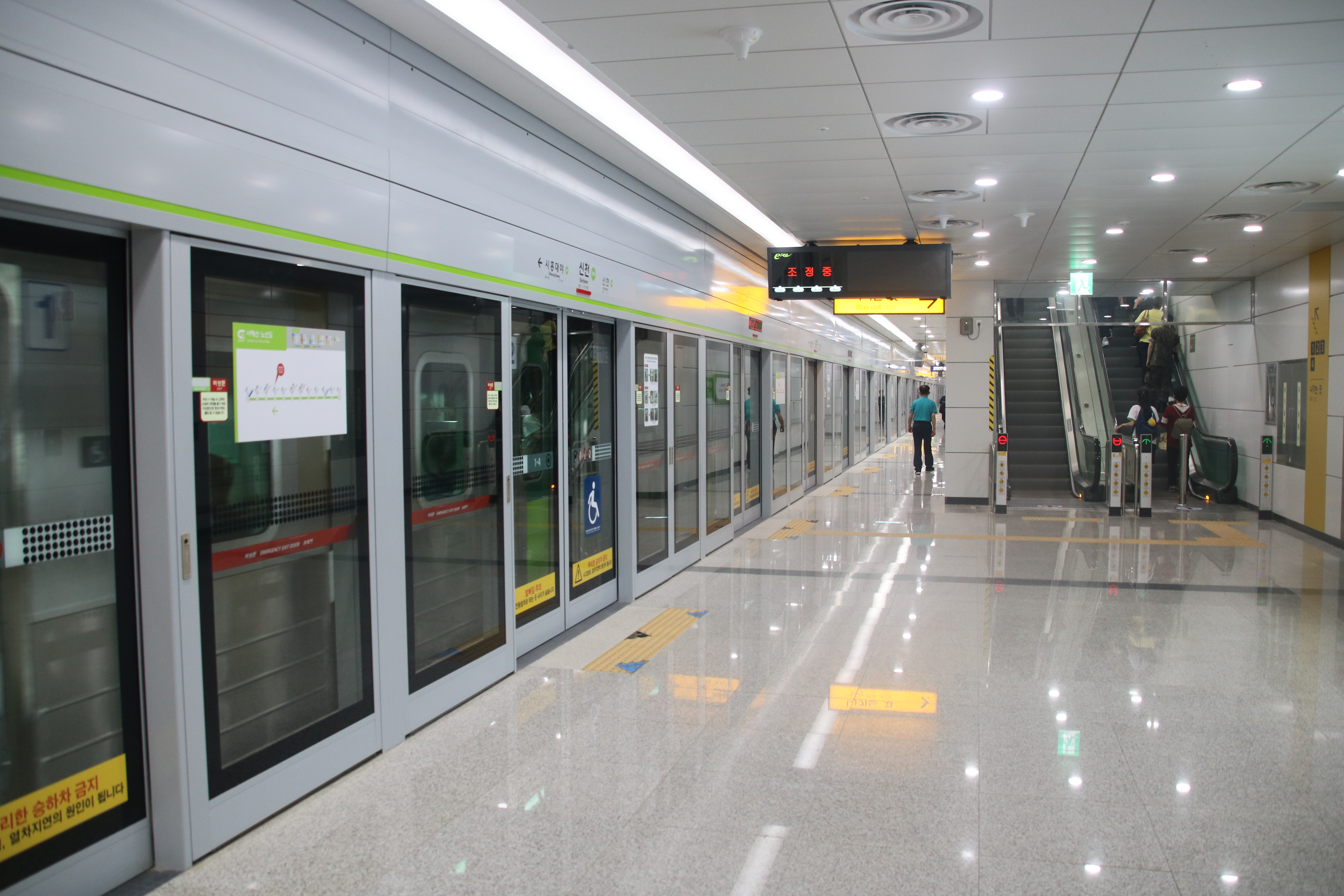
ホーム

2面2線の相対式ホームを有する。
スクリーンドアが設置されている。

### のりば
| 上行 | ● 西海線 | 素砂方面 |
| 下行 | ● 西海線 | 元時方面 |

## 駅周辺
- 三美市場
- 新川連合病院
- 大也洞住民センター
- 始興電話局

## ギャラリー

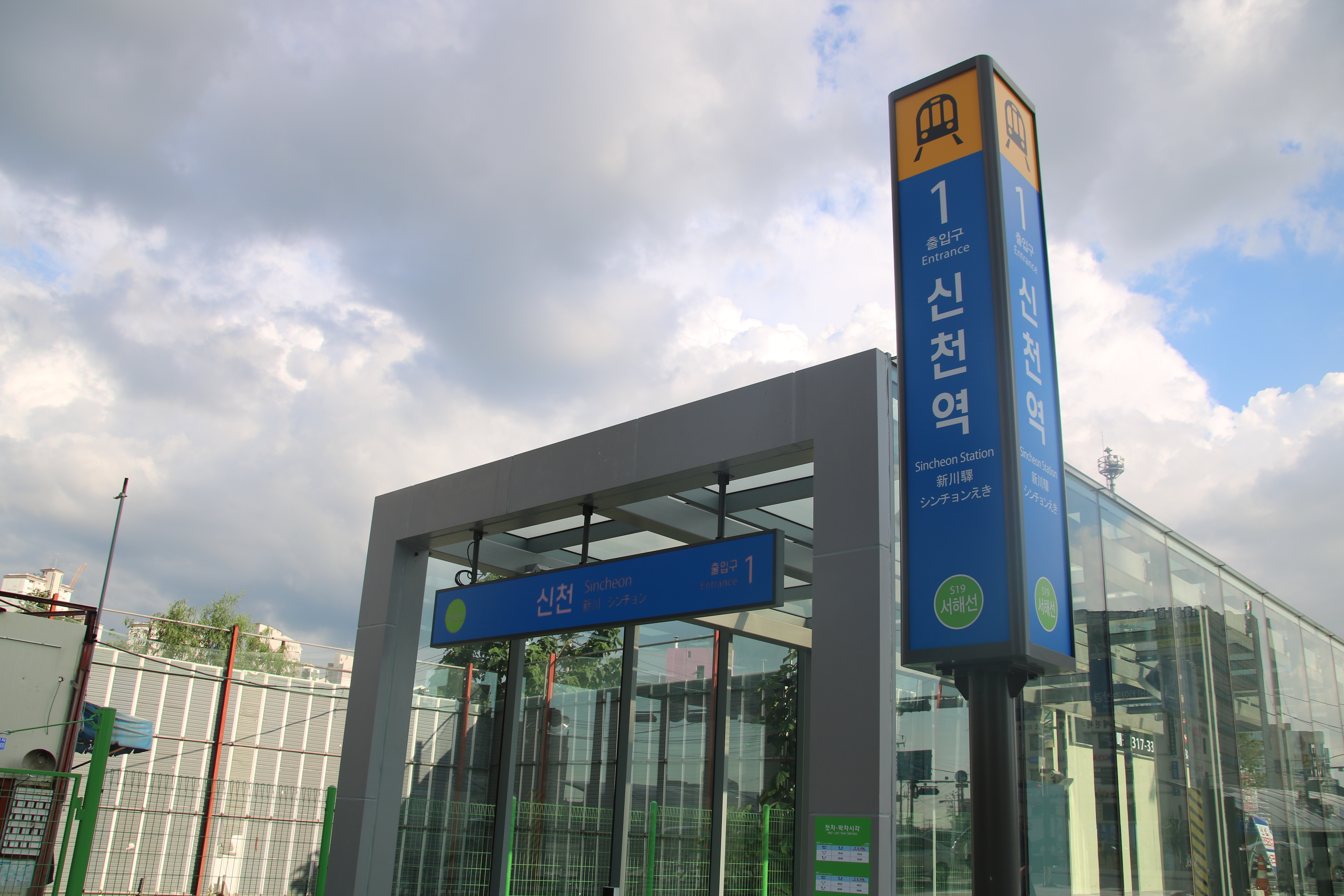
1番 出入口
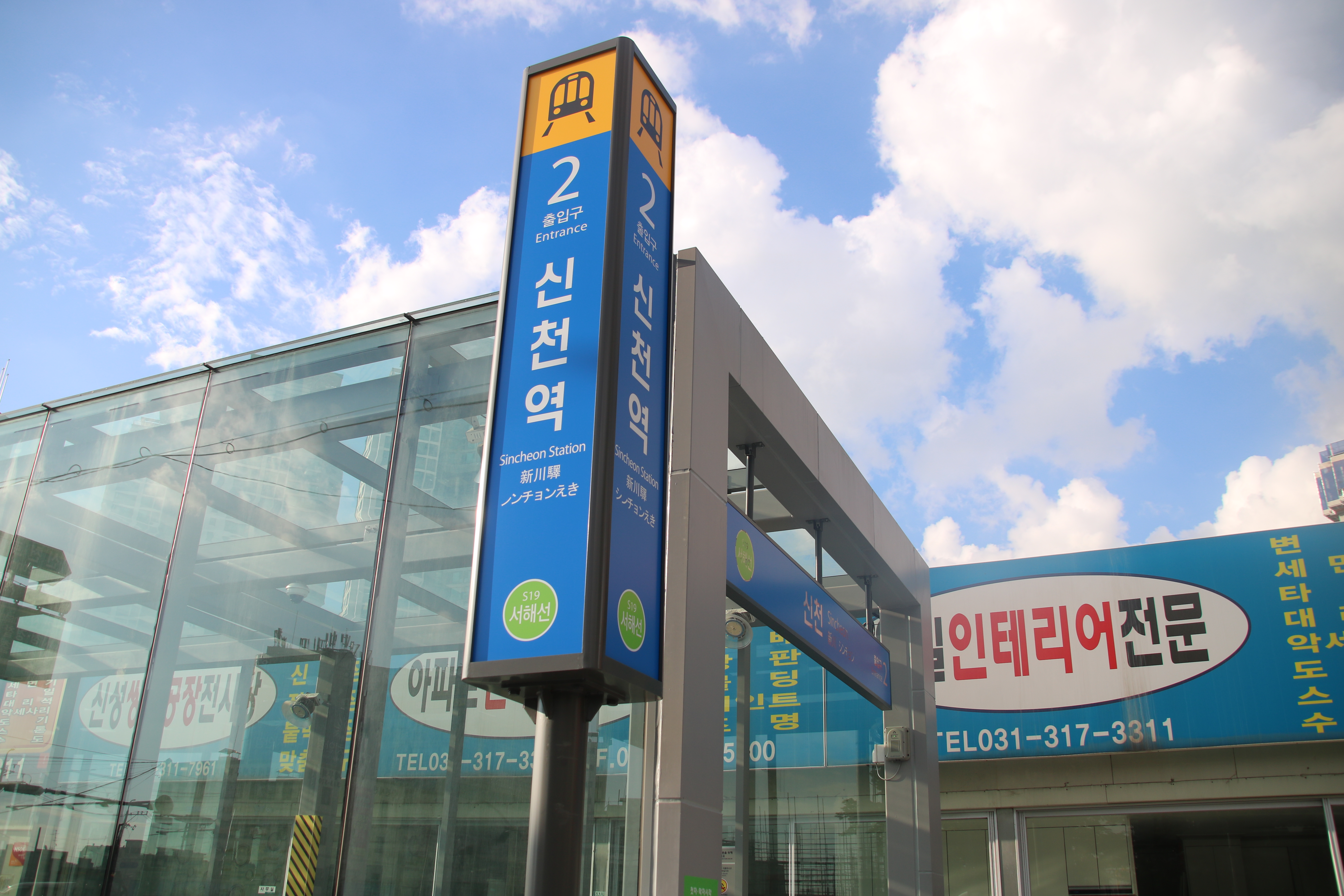
2番 出入口
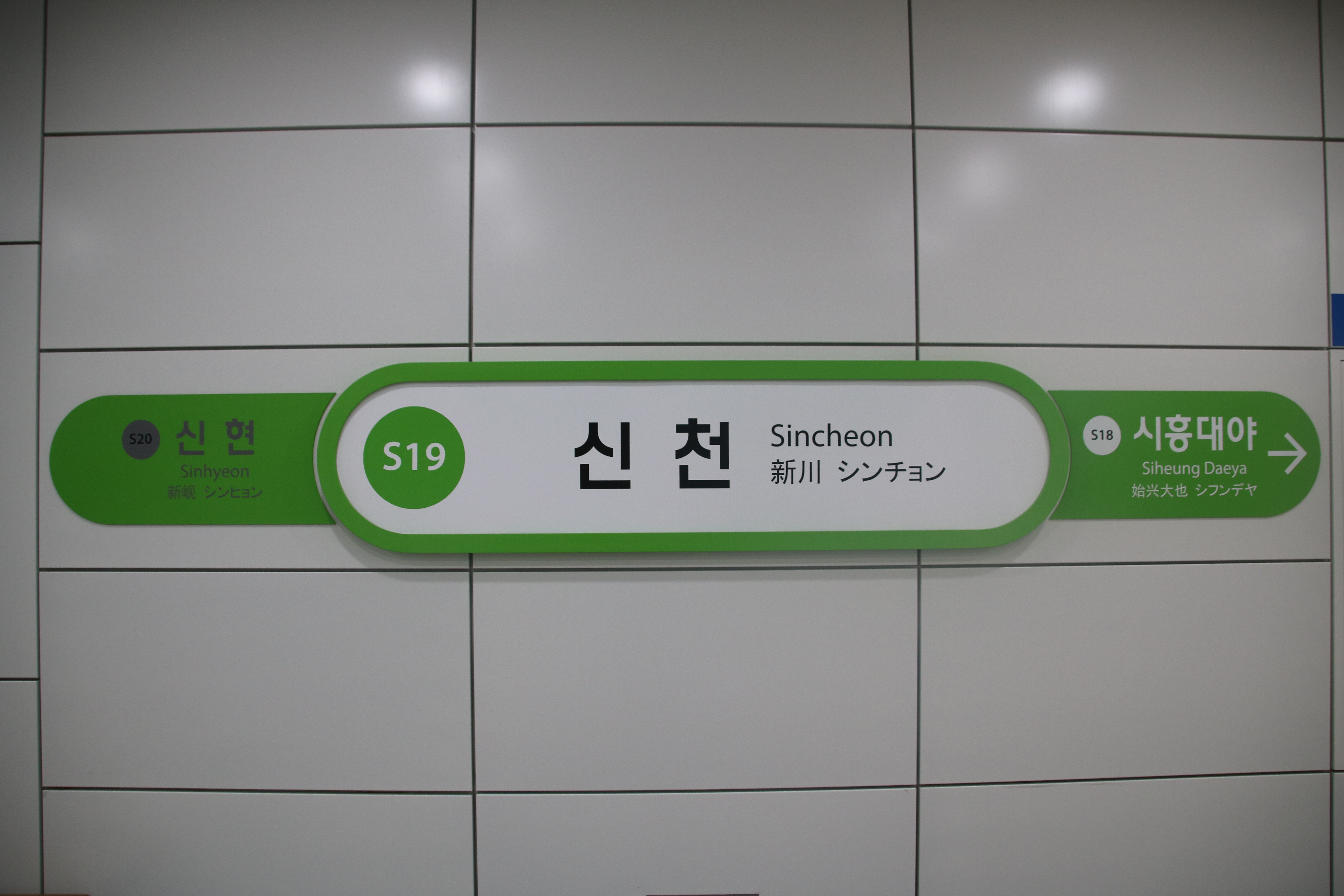
駅名標

## 隣の駅
素砂元時線運営
●西海線　
始興大也駅 (S18) - 新川駅 (S19) - 新峴駅 (S20)